# Governo Kim Yong-il
Il governo Kim Yong-il è stato il dodicesimo esecutivo della Repubblica Popolare Democratica di Corea, in carica dall'11 aprile 2007 al 7 giugno 2010, col sostegno del Fronte Democratico per la Riunificazione della Patria.

## Appoggio parlamentare
| Assemblea popolare suprema | Assemblea popolare suprema                     | Seggi |
| -------------------------- | ---------------------------------------------- | ----- |
|                            | Partito del Lavoro di Corea Totale maggioranza | 649   |
|                            | Indipendenti Totale opposizione                | 38    |
| Totale                     | Totale                                         | 687   |

| Assemblea popolare suprema | Assemblea popolare suprema                                                                                  | Seggi         |
| -------------------------- | --- | ------------- |
|                            | Partito del Lavoro di Corea Partito Socialdemocratico di Corea Partito Chondoista Chongu Totale maggioranza | 606 50 22 678 |
|                            | Chongryon Indipendenti Totale opposizione                                                                   | 5 4 9         |
| Totale                     | Totale | 687           |